# باتريشيا ديفاني
باتريشيا ديفاني (بالإنجليزية: Patricia Devaney) هي قاضية أمريكية، ولدت في 30 أكتوبر 1968.